# EMG
EMGは、アメリカの楽器用ピックアップメーカーである。"Electro-Magnetic Generator"の頭文字が由来。会社の正式名称は EMG, Inc.。
1976年に、「Dirtywork Studios」としてギター用のピックアップの製造を開始。1978年に、ブランド名を「Overlend」に変更。1983年に、再びブランド名を変更して「EMG」とした。

## 製品の特徴

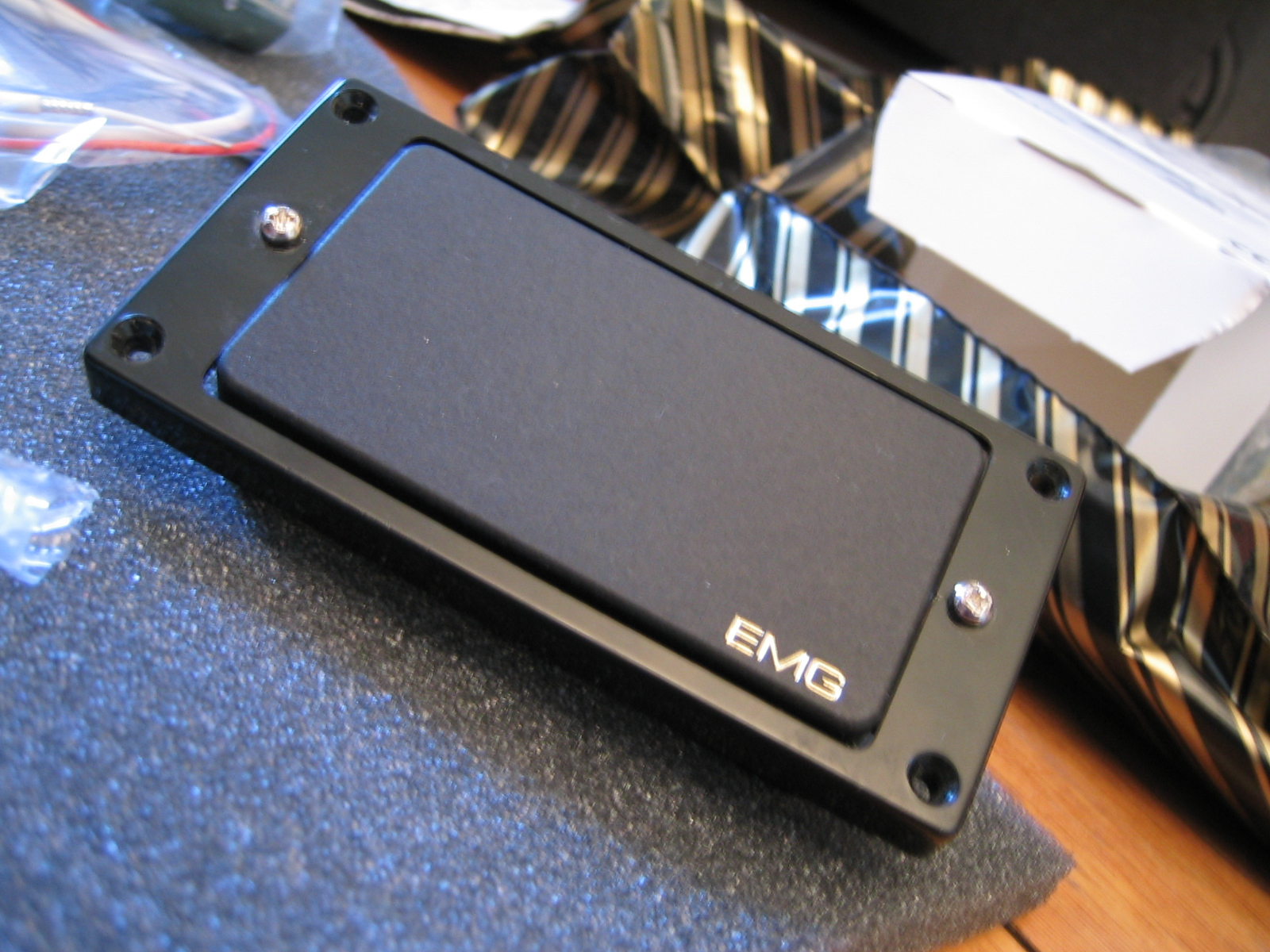
EMGのピックアップ

### アクティブ・ピックアップ
EMGのピックアップの多くは、磁力の弱いマグネットと巻き数の少ないコイルで弦振動を検知した後、その微弱な出力をプリアンプで増幅する、いわゆるアクティブ・ピックアップである。エレキギターやエレキベース用のプリアンプの中にはバルトリーニなどのように、コイルやマグネットとは別体になっているものもあるが、EMGの場合はコイルおよびマグネットと同じケースの中に封入されている。
同社の製品は、通常のパッシブ・ピックアップよりも高出力でありながら、出力インピーダンスが低いという特長を持ち、外来ノイズに極めて強く（演奏時の環境を選ばない）、サスティンも良い。それらの特長からエフェクトの効きが良好で音像の明瞭度が高い。
パッシブ・ピックアップが500kΩや250kΩを使用するのに対して、このEMGアクティブ・ピックアップは25kΩポッドを使用する。コンデンサーはデフォルトで(100v,104k,0.1μF)使用だが、よりトーン音質をこもらせたい場合は(224k,0.22μF)(334k,0.33μF)100v-600vなどに交換可能である。注:デフォルトでボリュームとトーン、ピックアップ含めて、フロント・リアなど切替以外の配線 全てソルダーレスのパッケージがついてくるので、後付け自己配線する場合、また市販EMG搭載ギターはソルダー配線が多いので、その際の記述となる。
主要人気ラインナップには、ハンバッカーEMG81,EMG85,EMG60,EMG60A,EMG58,EMG89,EMG H, シングルコイルでは、EMG S, EMG SA などがある。
フリケンシーレスポンスがそれぞれ異なる。パワーが1番強いのはEMG85。個人の聴感によるが81や85の1khz上を強調したロングトーン・ローノイズが一般ユーザーに好まれる傾向からと考えられる。近年ではギブソン60年代のシングルピックアップをシミュレートした60を使用するギタリストも見かける。
全て、角電池(006p)9vを１つバッテリーとしてギターボディ中に装着使用するが、３個分の27vまで対応している為、27vまで昇圧する事も可能。

### パッシブ・ピックアップ
EMGは、プリアンプを封入しないピックアップ（HZシリーズ）も製造している。

### 7弦ギター用
EMGは、7弦ギター用のアクティブピックアップ「EMG707」も製造している。この製品は、フィア・ファクトリーのディーノ・カザレスとの共同開発によるもので、同製品の売り上げの数%はディーノに支払われている。

## 著名なユーザー
エンドース契約を結んでいる主なアーティストは、トム・モレロやデヴィッド・ギルモア、スティーヴ・ルカサー、プリンス、ディーノ・カザレス、メタリカ、スレイヤー、フィア・ファクトリー、スリップノット、レス・クレイプール、アレキシ・ライホ、ザック・ワイルドなどである。